# Alte Fastnacht

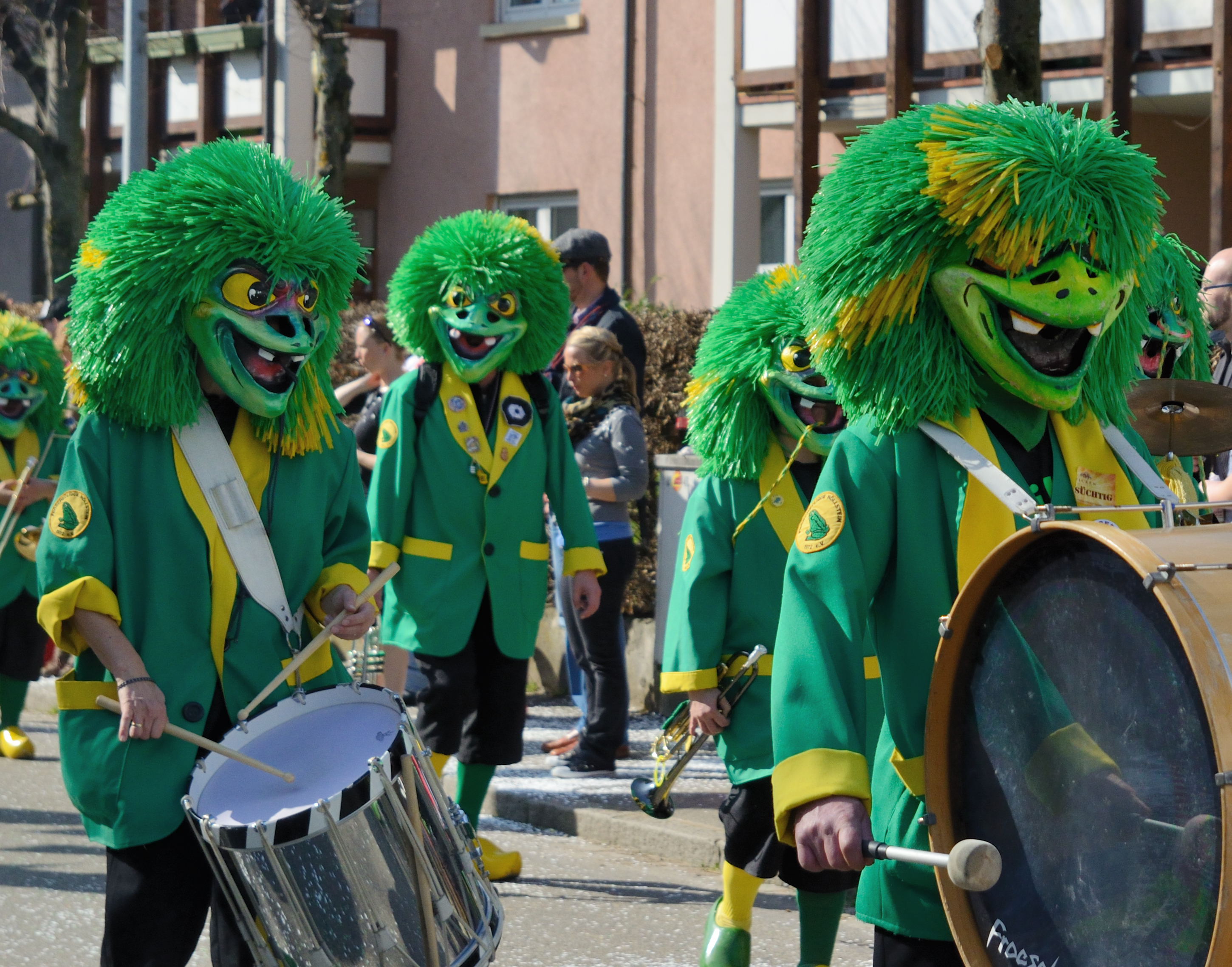
Hauinger Buurefastnachtsumzug

Die Alte Fastnacht – auch Bauernfastnacht oder alemannisch Buurefasnacht – ist ein regionaler Fastnachtstermin, bei dem die Fastnacht erst am Sonntag nach Aschermittwoch, dem Funkensonntag endet.

## Geschichte
Die alte Fastnacht fällt somit schon in den Beginn der heutigen Fastenzeit. Der abweichende Termin wird landläufig meist mit der Einführung des gregorianischen Kalenders erklärt; dies trifft jedoch nicht zu, vielmehr ist die alte Fastnacht ein Überbleibsel des ursprünglichen Beginns der Fastenzeit. Das neue, frühere Anfangsdatum wurde auf der Synode von Benevent 1091 vorverlegt, weil man die Sonntage aus dem Fastengebot herausgenommen hatte und die nun fehlenden Tage vor dem bisherigen Beginn anfügen musste, um wieder auf 40 Tage zu kommen.
In manchen Gegenden, vor allem in Vorarlberg, der Schweiz und Südwestdeutschland (Wiiler Buurefasnacht, Sulzburg), hat sich die alte Fastnacht im bäuerlichen Brauchtum (im Gegensatz zur Herrenfastnacht am offiziellen Fastnachtstermin) erhalten oder sie ist nach dem Zweiten Weltkrieg in organisierter Form aufgenommen wurden (wie etwa in Hauingen, einem Ortsteil von Lörrach, wobei hier Unterlagen aus den Jahren 1858 und 1930 vorhanden sind, welche nachweisen, dass die „Buurefasnacht“ dort bereits in diesen Jahren von der Bevölkerung gefeiert wurde); in anderen Gegenden, z. B. nördlich des Bodensees und in Liechtenstein, existiert sie nur noch als Termin einzelner Bräuche wie dem Funken- oder Scheibenfeuer.

## Trivia
Daher, dass die alte Fastnacht nach der Herrenfastnacht kommt, erklärt sich wohl auch die humoristische alemannische Redensart, dass jemand „wie die alte Fasnacht hinterdrein komme“, was nichts anderes bedeutet, als dass jemand ziemlich bzw. hoffnungslos verspätet ist.